# East London Challenger 2007
L'East London Challenger 2007, noto anche come South African Airways Open, è stato un torneo di tennis facente parte della categoria ATP Challenger Series nell'ambito dell'ATP Challenger Series 2007. Il torneo si è giocato a Durban in Sudafrica dal 22 al 28 gennaio 2007 su campi in cemento e aveva un montepremi di $125 000.

## Vincitori

### Singolare
Mathieu Montcourt ha battuto in finale  Rik De Voest con il punteggio di 5–7, 6–3, 6–2

### Doppio
Rik De Voest /  Dominik Meffert hanno battuto in finale  Stéphane Bohli /  Noam Okun con il punteggio di 6–4, 6–2